# Papagomys
Papagomys — род грызунов семейства мышиных. Он содержит два вида крупных крыс, известных только с индонезийского острова Флорес. Известны ископаемые остатки обоих видов, относящиеся к началу позднего плейстоцена.

## Виды
К роду относят 2 вида, из них 1 считается вымершим:
- Древесная флоресская крыса (Papagomys armandvillei)
- † Крыса Верховена (Papagomys theodorverhoeveni)